# Dohrniphora confusa
Dohrniphora confusa är en tvåvingeart som beskrevs av Ronald Henry Lambert Disney 2003. Dohrniphora confusa ingår i släktet Dohrniphora och familjen puckelflugor.
Artens utbredningsområde är Seychellerna. Inga underarter finns listade i Catalogue of Life.